# Spadola
Spadola ist eine italienische Gemeinde in der Provinz Vibo Valentia. Durch die kalabrische Gemeinde führt die Strada Statala 110 von Monasterace nach Pizzo.

## Bevölkerungsentwicklung
Hatte Spadola 1961 noch 937 Einwohner, so fiel die Zahl bis 1971 schnell auf 797 Einwohner. Mehrere Familien zog es ins pfälzische Zweibrücken, wo sie eine Vielzahl der damals aufkommenden Pizzerien eröffneten.